# Feodale piramide

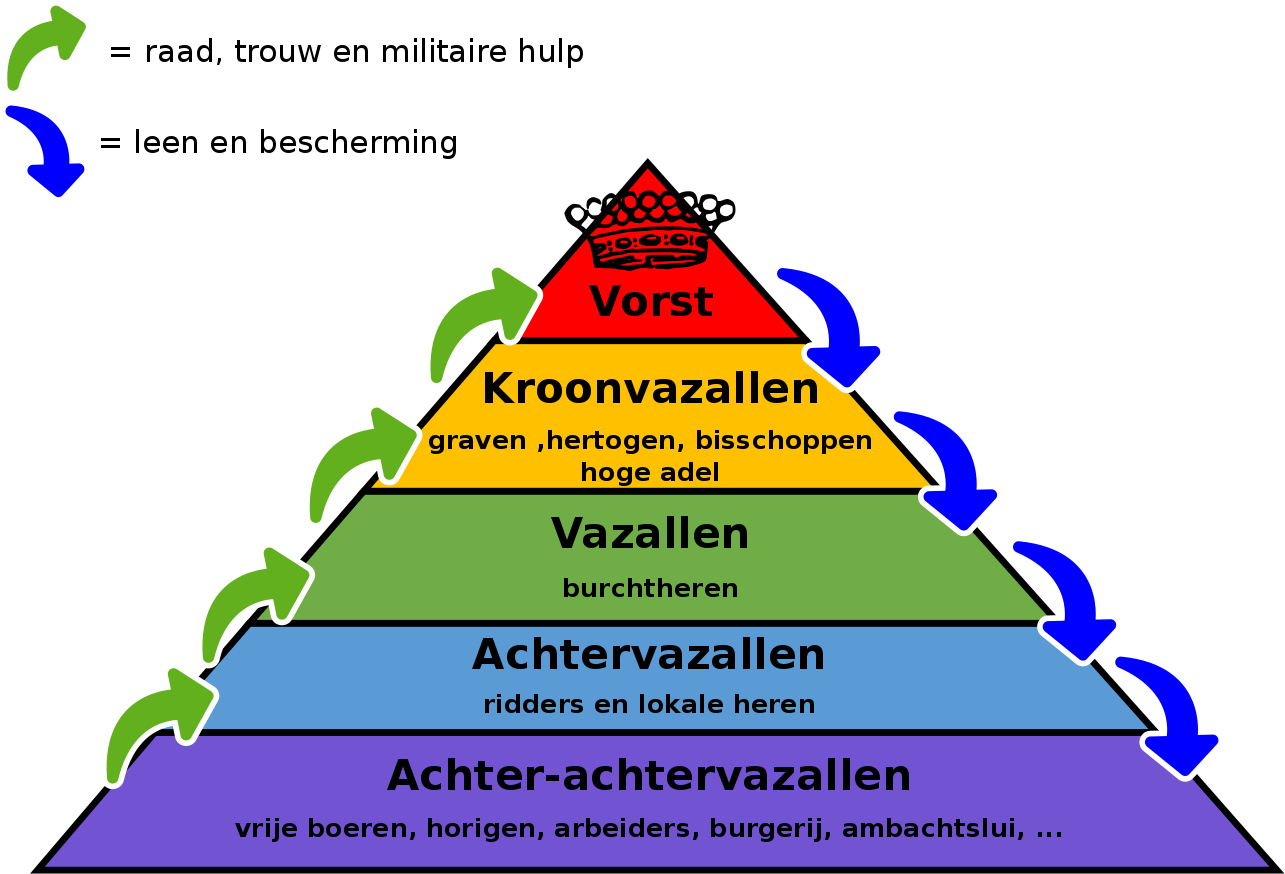
Feodale piramide

Een feodale piramide is een grafische voorstelling van het feodaal leenstelsel. De piramide stelt de maatschappelijke verhoudingen op volgens het middeleeuwse leenrecht: een hiërarchie van leenheren, leenmannen en achterleenmannen.
- Bovenaan staat de suzerein (opperste leenheer, de vorst: meestal een keizer of een koning).
- Onder hem staan diens leenmannen, ook wel kroonvazallen genaamd of de plaatselijke machthebbers, die bestond uit ridders en de hoge adel, graven, markgraven en hertogen, soms ook bisschoppen.
- Onder hen staan de vazallen, de leenmannen van de kroonvazallen. Om vazal te kunnen zijn, moest men een vrij man zijn en adellijke afkomst hebben. Een vazal was heer van een domein of heerlijkheid.
- De laatste laag bestaat uit de achtervazallen of de achterleenmannen, bestaande uit onder andere de horigen en lijfeigenen, de onvrije boeren die het land bewerkten. Ze werkten op een domein.
- Omdat ook de laatsten weer leenmannen en achterleenmannen kunnen hebben, kan de piramide vele trappen tellen.

Naar de huidige stand van de wetenschap is de voorstelling in deze piramide te eenvoudig en te eendimensionaal. In de regel lagen de verhoudingen meer complex en waren er wezenlijke verschillen al naargelang periode en plaats.